# Arriva Morava

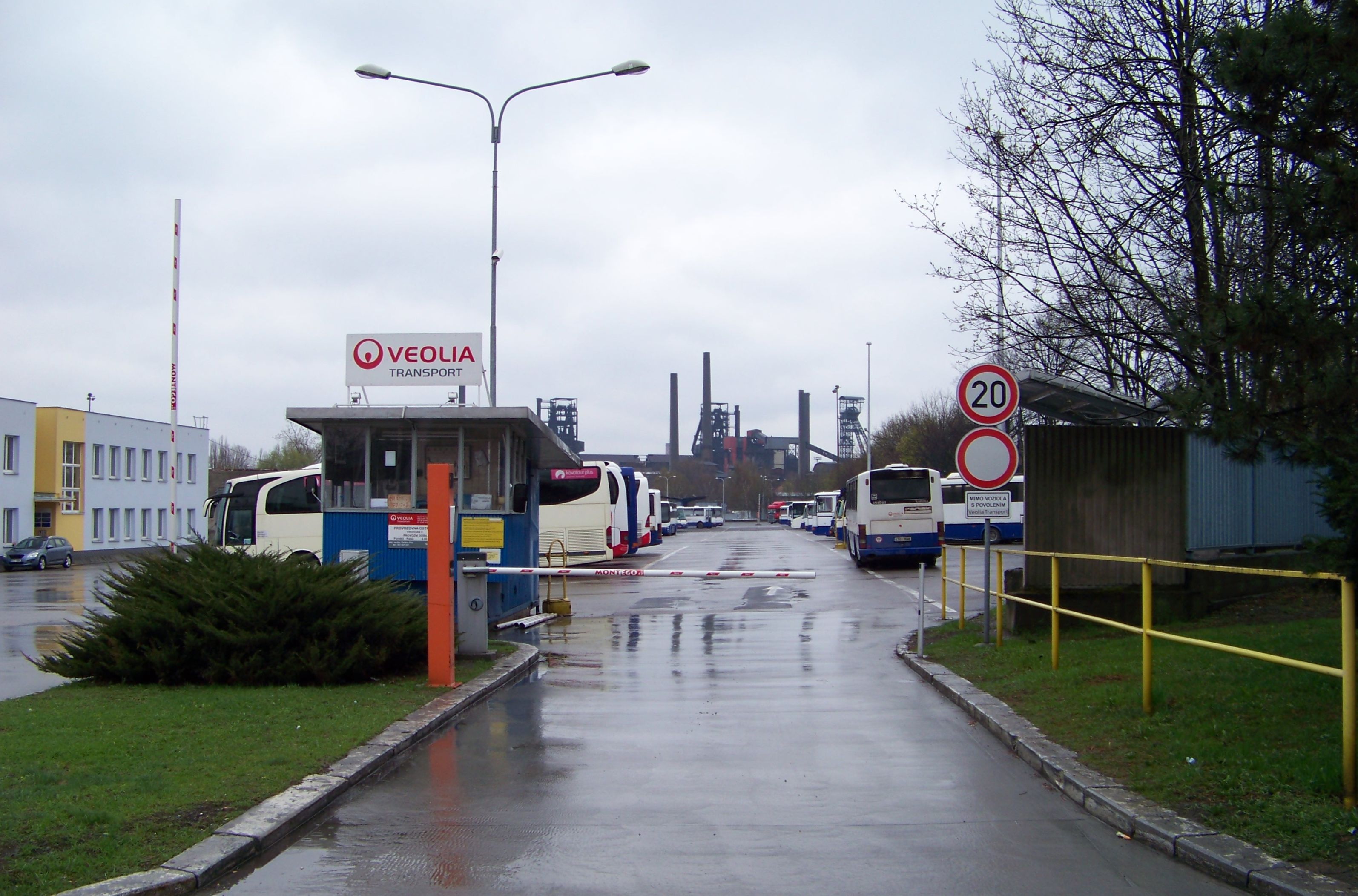
Odstavná plocha Veolia Transport Morava poblíž ústředního autobusového nádraží v Moravské Ostravě

ARRIVA MORAVA a.s., do června 2013 Veolia Transport Morava a.s., do července 2008 Connex Morava a. s., do konce roku 2001 ČSAD BUS Ostrava a. s., byla do konce roku 2021 dopravní společností holdingu ARRIVA TRANSPORT ČESKÁ REPUBLIKA a.s. skupiny Arriva, dříve holdingu Veolia Transport Česká republika a. s., který byl součástí nadnárodní skupiny Veolia Transport. Provozovala zejména autobusovou dopravu v Olomouckém kraji, v němž byla největším dopravcem, dálkovou a zájezdovou autobusovou dopravu a železniční dopravu na Železnici Desná a městskou autobusovou dopravu v Moravskoslezském kraji. Generálním ředitelem byl Jaromír Walaski.[zdroj?]
Na jaře 2013 se celá Veolia Transport Central Europe stala součástí skupiny Arriva. K 1. červenci 2013 došlo k přejmenování firem a náhradě loga Veolia Transport logem Arriva; design vozidel se měl měnit průběžně s obměnou vozového parku, nemělo dojít k zásadním změnám ve vedení společností.
Na 1. leden 2022 bylo avizováno zrušení společnosti ARRIVA MORAVA fúzí do společnosti ARRIVA autobusy a.s., která do 11. prosince 2021 nesla název ARRIVA VÝCHODNÍ ČECHY a.s. Sloučená společnost sídlí v Chrudimi.

## Historie

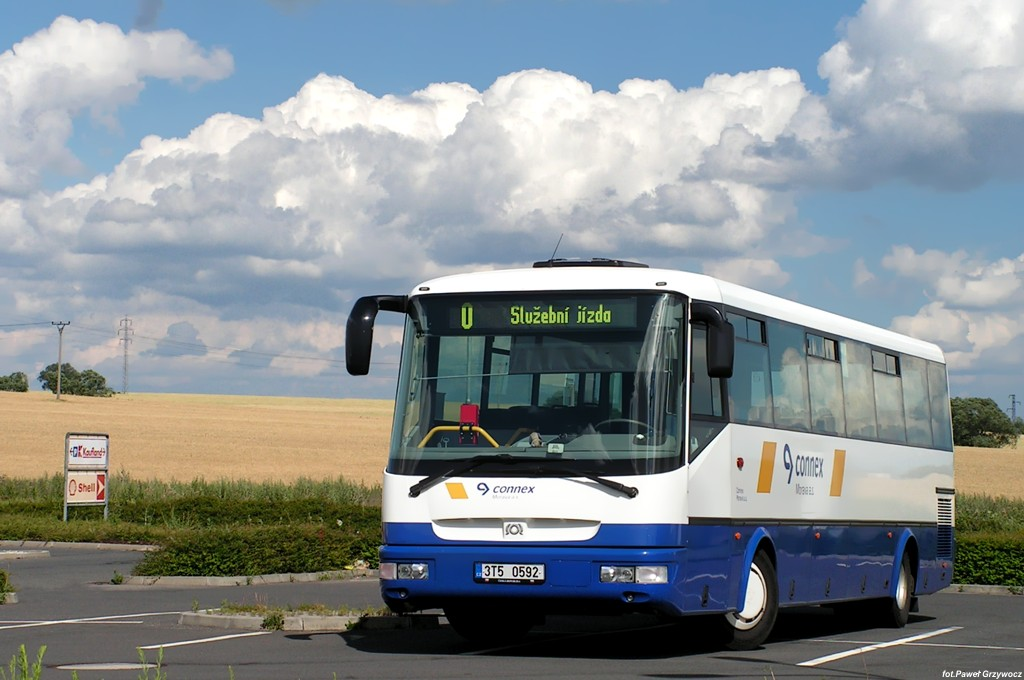
Autobus Connex Morava v Opavě, červen 2007

Předchůdcem této dopravní společnosti byla organizační jednotka „osobní doprava“ ČSAD Ostrava a. s., která v roce 1999 přešla do základního jmění nově zakládané dceřiné společnosti ČSAD BUS Ostrava a.s. Od 1. ledna 2002 se jejím jediným akcionářem stala švédská společnost Connex Transport AB, která ji k témuž dni přejmenovala na Connex Morava a.s. Od 7. října 2005 byl vlastníkem Connex Czech Holding a.s., od 29. května 2006 Veolia Transport Česká republika a.s.. Od 1. srpna 2008 se společnost jmenovala Veolia Transport Morava a.s. Od 1. října 2008 se k ní fúzí připojiila společnost BUS Slezsko, a.s.[zdroj?]
BUS Slezsko, a.s. vznikla 1. února 2002 jako dceřiná společnost ČSAD Třinec, a.s. (ta se do roku 1997 jmenovala ČSAD Český Těšín a. s.). 29. listopadu 2002 se novým vlastníkem BUS Slezsko a. s. stala švédská společnost Connex Transport AB, od 7. října 2005 Connex Czech Holding a.s., od 29. května 2006 Veolia Transport Česká republika a.s., avšak k přejmenování BUS Slezsko nedošlo. 1. října 2008 zanikla fúzí se společností Veolia Transport Morava a.s. Generálním ředitelem byl Miroslav Mihula (8/2006).[zdroj?]

## Autobusová doprava

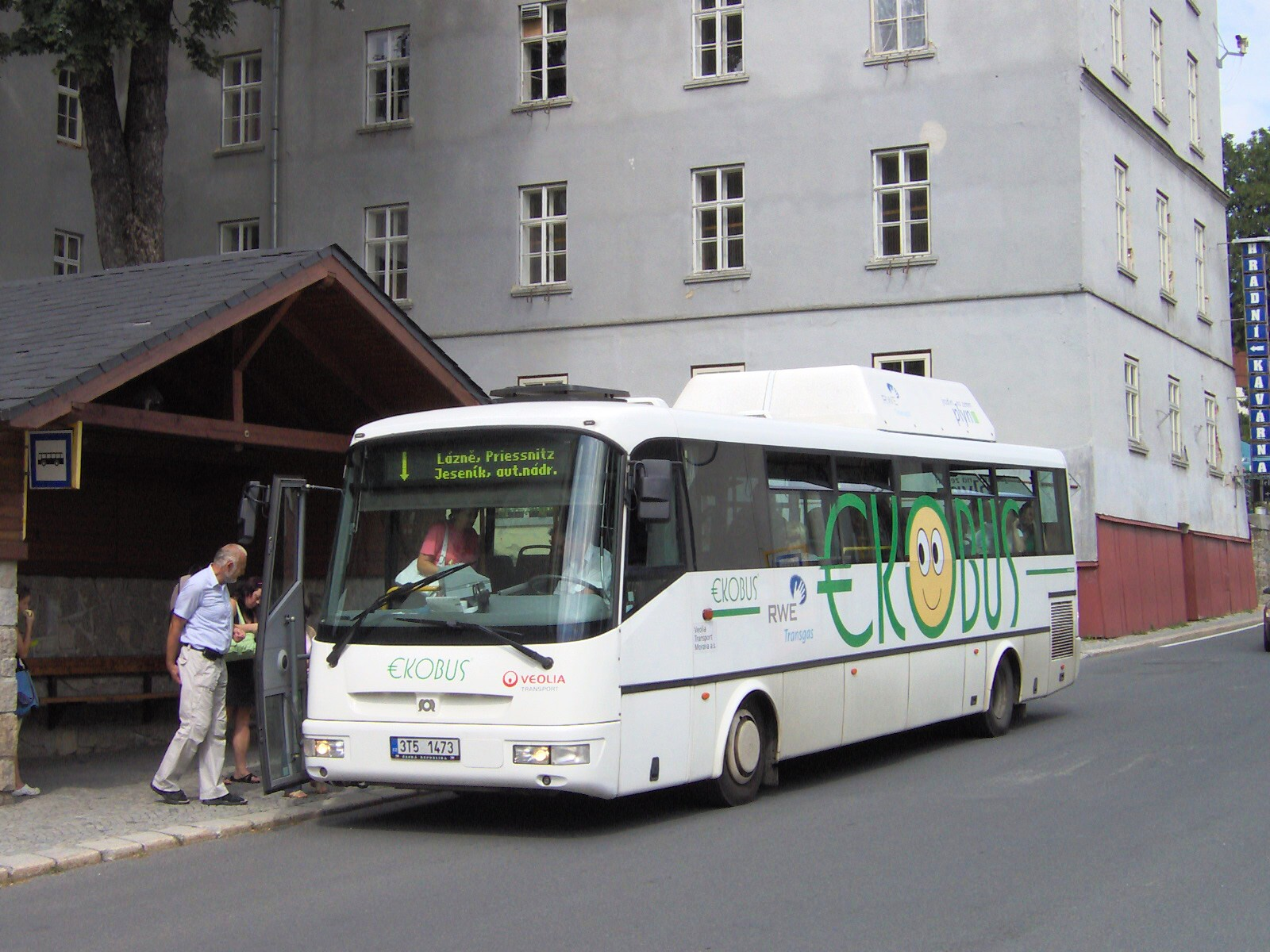
Ekobus městské dopravy v Lázních Jeseník

Autobusová doprava společnosti Connex Morava, poté Veolia Transport Morava, byla před fúzí s BUS Slezsko organizačně rozdělena na provozní region Olomoucký (provozní oblasti Olomouc, Přerov, Šumperk a Jeseník) a provozní region Moravskoslezský (provozní oblasti Ostrava, Nový Jičín, Bruntál). Mezinárodní linky provozovala samostatná organizační jednotka DK Transtour.[zdroj?]
Původní provoz společnosti BUS Slezsko, který zahrnoval MHD v Třinci a Českém Těšině, cca 40 příměstských linek do 30 obcí v okolí Třince a 3 mezinárodní linky (1 na Slovensko a 2 do Polska), byl při fúzi začleněn jako provozní oblast Třinec k provoznímu regionu Moravskoslezskému.[zdroj?]
Firma provozovala městskou autobusovou dopravu v 
- Krnově, Bruntále, Šumperku, Zábřehu, Studénce,[7] Třinci (dříve provozováno BUS Slezsko),
- Českém Těšíně (dříve provozováno BUS Slezsko), Nový Jičíně (dříve provozovaly Technické služby města Nový Jičín) a Hranicích.[zdroj?]

Do 31. prosince 2009 provozovala také městskou autobusovou dopravu v Přerově, kterou od roku 2010 převzal dopravce SAD Trnava. Od února 2016 opět provozovala MHD Přerov, na kterou od 1. ledna 2018 nasadila 11 nových autobusů IVECO Crossway.[zdroj?]

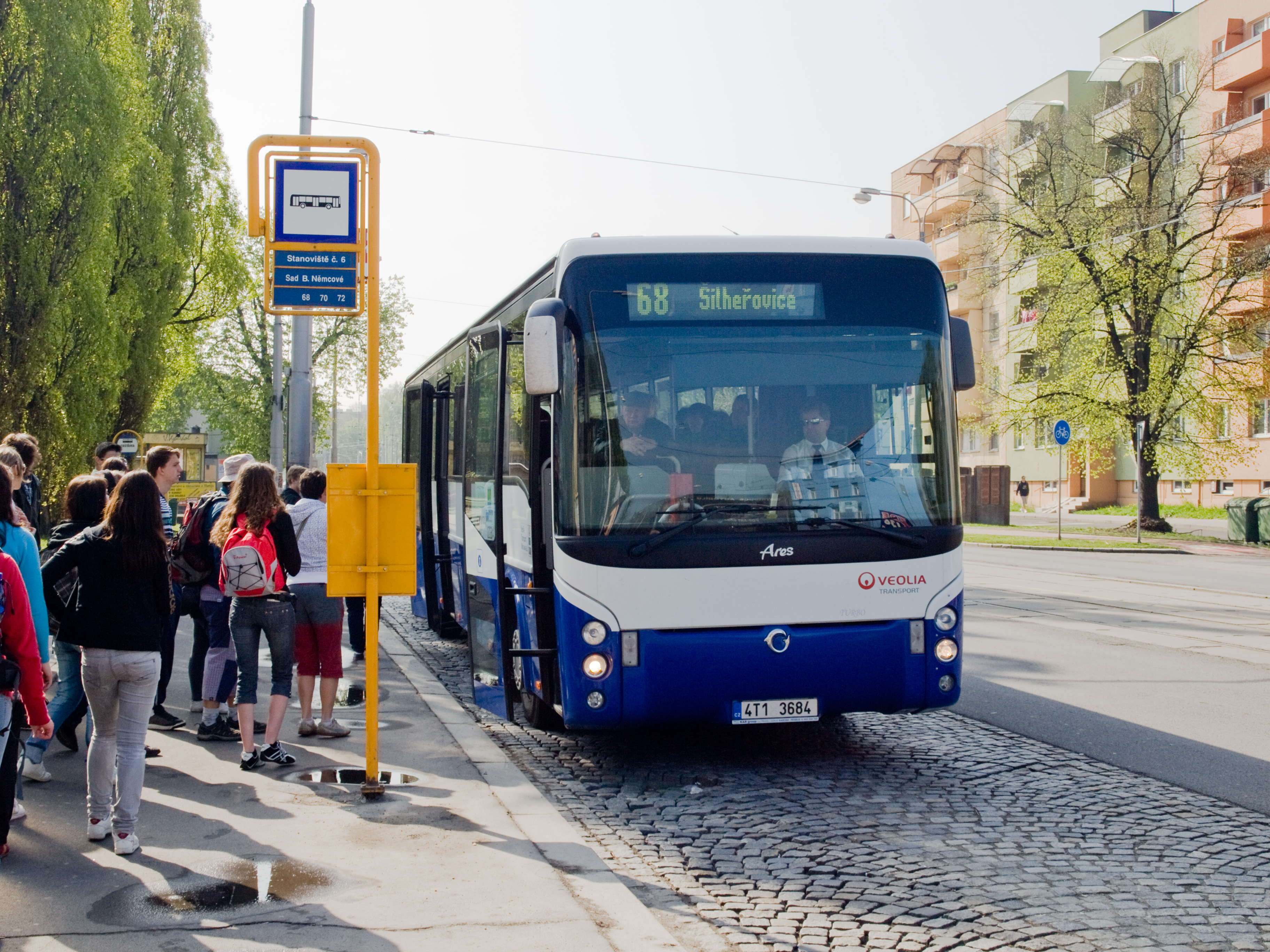
Irisbus Ares společnosti Veolia Transport Česká republika v zastávce Sad Boženy Němcové, Ostrava, duben 2010

Ostatní regionální linky dopravce zasahovaly do Integrovan=ho dopravního systému Olomouckého kraje (IDSOK) v oblasti Olomoucka, Přerovska, Prostějovska, Šumperska a Jesenicka.[zdroj?]
Dopravce rovněž provozoval cyklobus v Beskydech, zvláštní linkovou dopravu pro dopravu zaměstnanců nejméně osmi významných firem v regionu a zájezdovou dopravu.[zdroj?]
Veolia Transport Morava provozovala na konci roku 2011 celkem 442 pravidelných linek, během roku 2011 přepravila 50 385 000 cestujících.

### Vozový park
K 31. prosinci 2018 měla společnost ve vozovém parku 684 autobusů, ze kterých bylo 326 vozidel nízkopodlažních. Zastoupeny byly v největší míře vozidla značky SOR a IVECO. Na linkách městské dopravy společnost provozovala 76 autobusů. V zájezdové dopravě měla k dispozici 19 vozidel. 63 autobusů bylo s pohonem na zemní plyn a 15 vozidel bylo čistě elektrických - elektrobusy.[zdroj?]

## Železnice Desná

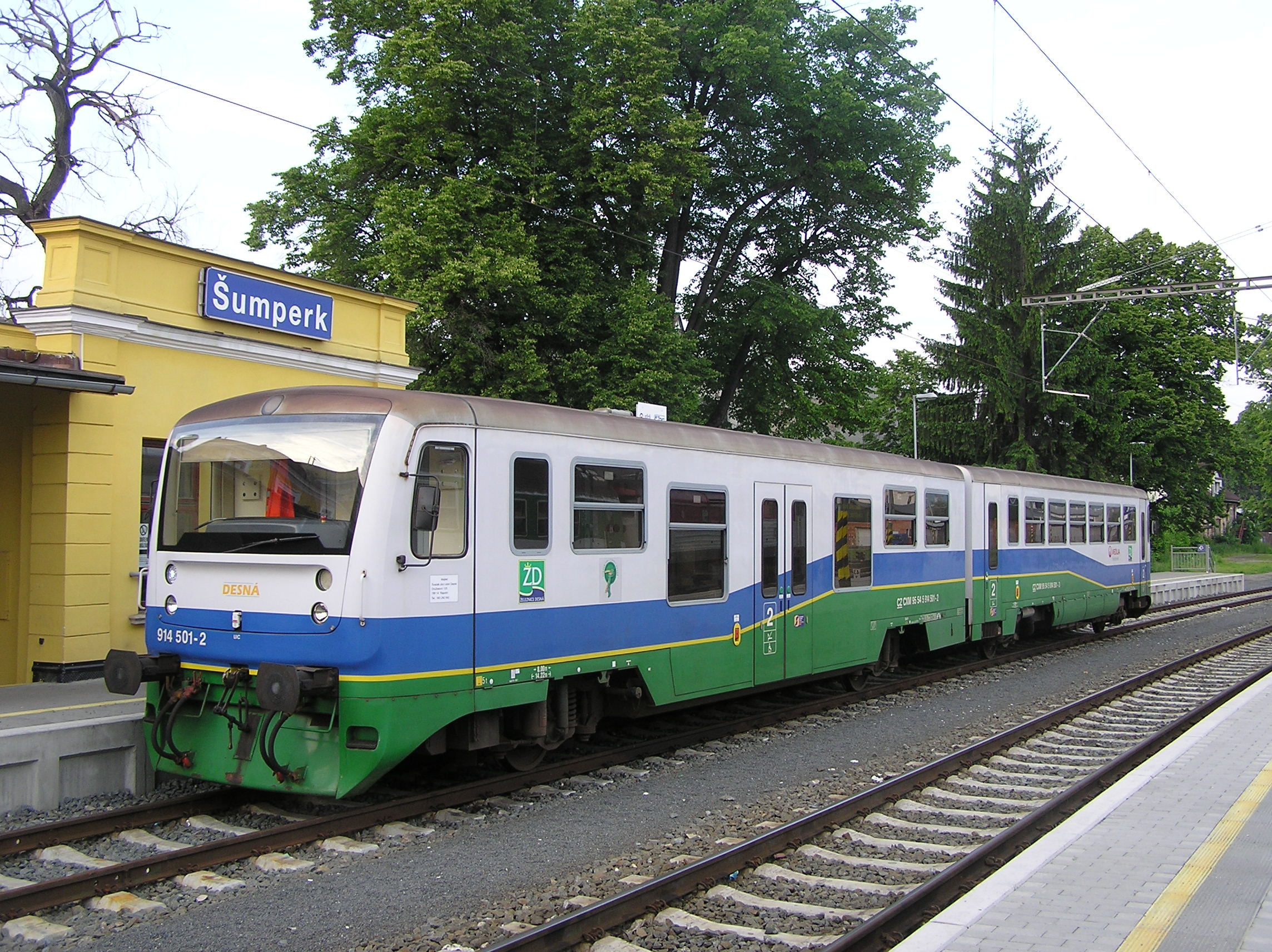
Souprava Železnice Desná provozované dopravcem Veolia Transport Morava

Firma provozovala od 1. října 2002 v rámci IDSOK drážní dopravu na regionální železniční dráze Železnice Desná, tedy na trati č. 293 Šumperk – Petrov nad Desnou – Kouty nad Desnou s odbočnou tratí Petrov nad Desnou – Sobotín.
Železniční dopravu zajišťoval samostatný Odbor železniční dopravy, který nespadal pod provozní regiony a provozní oblasti společnosti.
Poté, co byla trať elektrizována, se Olomoucký kraj dohodl s Českými drahami, že od června 2016 nasadí na trať své elektrické jednotky v rámci stávající desetileté celokrajské smlouvy. Smlouva s Arrivou Morava platila do konce roku 2016, od června 2016 však měla Arriva provozovat dopravu jen na odbočném úseku z Petrova nad Desnou do Sobotína. Nakonec však ČD začaly provozovat dopravu až se změnou GVD od 11. prosince 2016.
ARRIVA MORAVA od 11. prosince 2016 neprovozovala žádnou železniční dopravu. Železniční doprava holdingu Arriva spadala od roku 2017 pod společnost ARRIVA vlaky.[zdroj?]